# Андрес Таранд
Андрес Таранд (ест. Andres Tarand; нар. 11 січня 1940, Таллінн, Естонія) — естонський державний діяч. Колишній член Європейського парламенту від Соціал-демократичної партії, що входить до складу Партії європейських соціалістів у період між 2004 і 2009 роках. Таранд також працював Прем'єр-міністром Естонії з 1994 по 1995.

## Життєпис
Закінчив Тартуський університет за спеціальністю кліматолог в 1963 році. Здобувши першу освіту, він далі навчався в Тарту, дк здобув другу вищу освіту з географії в 1973 році. Він продовжував проводити дослідження в Тарту, зрештою ставши директором з досліджень у 1979-1981 роках.
Крім того, виступаючи як директор з досліджень у Тартуському університеті, Таранд також був членом ради університету з 1996 року, а також директором Талліннського ботанічного саду у 1988-1990 роках.
Таранд також був членом парламенту Естонії з 1992 по 2004. У той час двічі працював міністром навколишнього середовища Естонії (1992-1994, 1994-1995), а також перебував на посаді прем'єр-міністра. Він був обраний до Європейського парламенту в 2004 році.
Таранд також брав участь в проблемах екології та сталого розвитку не тільки в Естонії, а й в усіх Балтійських і Північних державах. Його діяльність у цих питаннях призвела до його участі в таких організаціях, як Естонське географічне товариство, Естонський інститут сталого розвитку, Стокгольмський інститут довкілля, Естонський фонд природокористування, і Globe International Europ.
У Андреса Таранда і його дружини Марі Таранд є два сина. Старший син Індрек Таранд (1964) є політиком, істориком і журналістом, який також отримав місце в Європейському парламенті, обраний як незалежний кандидат на виборах 2009. Молодший син Каарел Таранд (1966) є відомим журналістом.

## Нагороди
- Орден Білої зірки I класу (6 лютого 2006 року)
- Орден Державного герба II класу (2 лютого 2001 року)
- Командор ордена Почесного легіону (Франція, 28 липня 2001 року)